# Pen spinning

Una combinazione di pen trick.

Il pen spinning o pen mawashi, letteralmente in italiano "(far) roteare una penna", è l'arte della manipolazione coordinata di uno strumento di scrittura, per ottenere effetti piacevoli e spettacolari chiamati "trick" dall'inglese "trucco, inganno, scherzo". È una forma di giocoleria, che coinvolge mani e dita insieme a penne normali o modificate (modded pens). Sebbene sia considerato un intrattenimento personale svolto prevalentemente in ambienti scolastici o di lavoro, in realtà si svolgono veri e propri tornei a livello internazionale. Dalle origini pressoché sconosciute, il Pen Spinning è molto popolare in Giappone, dove è conosciuto anche come "Pen Mawashi" o "Ronin Mawashi" (dal giapponese ronin, studente) in quanto praticato prevalentemente dagli studenti. Divulgato a partire dagli anni '70 dall'Associazione Giapponese di Pen Spinning, sta spopolando velocemente a livello internazionale attraverso forum e condivisione di video online. Le persone che praticano il pen spinning vengono chiamate "spinners".

## Storia
Non c'è alcuna informazione su chi abbia iniziato il fenomeno del pen spinning. Sembra si sia sviluppato in Giappone prima della Seconda Guerra Mondiale per poi diffondersi in diversi paesi asiatici, dove, negli anni '90 vengono inventati i 4 trick fondamentali: il "Thumbaround", il "Fingerpass", il "Charge" ed il "Sonic".
Il Pen Spinning si diffuse nei paesi occidentali durante gli anni '90, principalmente grazie a Fernando "Kam" Kuo, spinner statunitense che imparò quest'arte grazie al sito (riaperto nel 2015 sotto richiesta di un utente della UPSB) di Hideaki Kondoh, considerato il pioniere del pen spinning in Giappone, il quale dedicò oltre 13 anni al pen spinning e alla fine degli anni '90 era in grado di eseguire 24 trick, la maggior parte di essi inventati da lui.
Oggi la maggior parte delle persone è in grado di imparare questi 24 tricks in due mesi, dei quali esistono molte più variazioni ed ibridi di questi ultimi, tra i più popolari ricordiamo lo Shadow, il Korean BackAround (Bak), il Twisted Sonic Bust e il PalmSpin, al quale si aggiunge il Pun Kan, creato durante il Campionato del Mondo 2010 da Spinnerpeem.
Con gli anni, la quantità di "pen spinner" (coloro che praticano il pen spinning) è aumentata notevolmente in tutto il mondo e, grazie a siti internet, forum e l'apertura di parecchie Boards nazionali, essi possono scambiare informazioni ed opinioni, migliorando la diffusione e contribuendo all'evoluzione di questa nuova attività. Purtroppo la maggior parte di queste Boards nazionali sono abbandonate e per risolvere il problema la UPSB (Universal Pen Spinning Board) venne fondata nel 2004 dal Pen Spinner Kam in modo da raggruppare tutti gli spinners del mondo.
La UPSB fu, inoltre, incaricata anche di organizzare i Campionati Mondiali e la Coppa del Mondo di pen spinning, che si svolgevano o tramite internet, oppure fisicamente in Cina, Giappone e Korea. Essendo campionati internazionali, ogni membro di una pen spinning board vi poteva partecipare, anche se i posti disponibili venivano dati ai migliori.

## Finger slot o spazio tra le dita, Notazione e Breakdowns
Gli "Spinners" usano una grande varietà di simboli, sistemi ed abbreviazioni per capire come viene fatta roteare la penna in un trick.

### Sistema del Finger Slot o Spazio tra le dita
Per convenienza i pen spinners hanno adottato una numerazione comune delle dita e degli spazi tra esse, chiamati "Finger Slots".
Le dita sono numerate sequenzialmente dall'"1" (l'indice) al "4" (che corrisponde al mignolo). Il pollice corrisponde alla lettera "T" dall'Inglese Thumb. I Finger Slots vengono rappresentati dallo spazio tra due dita qualsiasi. Per esempio, lo spazio tra l'anulare e il mignolo è 34. Una penna tenuta tra l'indice e il medio si trova nello slot 12 e a volte, lo spazio tra il pollice e l'indice, viene chiamato TF (Thumbflap) e lo slot fra il pollice e l'indice è definito "T1". Il palmo della mano viene indicato con la lettera "P".

### Notazione
Il sistema di notazione consiste in una combinazione di abbreviazioni e sigle dei tricks e dei loro slot per definire la direzione e la posizione di un trick. Il sistema di notazione usato può variare dall'essere formale ed altamente dettagliato fino ad essere informale senza contenere molte informazioni. Con la nascita del 1p2h, 2p2h ed altri sistemi, la notazione è diventata sempre più complessa e difficile da ufficializzare. Il sistema mostrato qui sotto corrisponde al 1p2h ed è uno dei più usati tra gli spinners.
- Modificatore (Modifier): Un modificatore è una variazione del trick originale. I modificatori non sono necessari e possono essere scelti a seconda del trick eseguito e di solito sono abbreviati (es. Inverse diventa Inv.)
- Nome del Trick: Il nome del trick originale, nella maggior parte dei casi in inglese in quanto non necessita di essere tradotto. Il nome non può essere omesso ma può essere abbreviato per alcuni trick ad esempio il Thumbaround diventa TA.
- Direzione: La direzione della rotazione della penna durante un trick. Se la direzione è omessa la direzione è considerata "normale" ma se la direzione è opposta deve essere segnalata tramite il termine inglese "Reverse" o l'abbreviazione "Rev".
- Numero di giri (Number of spins): Indica il numero di rivoluzioni della penna durante un trick. Se è omesso, viene considerato il numero di rivoluzioni considerato standard per il trick.
- Posizione di partenza (Starting position): Indica lo spazio tra le dita o altre posizioni sulla mano/braccio dove la penna è situata per eseguire un determinato trick. Se omessa, è considerata la posizione di partenza standard per il trick in questione.
- Posizione finale (Ending position): Lo spazio fra le dita o altre posizioni sulla mano/braccio dove la penna è situata alla fine di un trick. Se omessa, è considerata la posizione finale standard per il trick in questione. Il simbolo "-" viene posizionato fra la posizione di partenza e quella finale per separarle.

### Breakdowns
I Breakdowns (Scomposizioni) sono le annotazioni usate per gli ibridi (un misto di trick "interrotti") e le combo (combinazioni di ibridi e/o altri tricks) allo scopo di illustrare come una combo un ibrido va eseguito. I Breakdowns più semplici usano il segno ">" tra un trick e l'altro per mostrare come sono connessi fra di loro. Breakdowns più formali e precisi vengono usati per mostrare diversi aspetti di connessione tra due tricks. Dal momento che non esiste un formato standard, ogni spinner usa variazioni diverse dello stesso sistema di Breakdowns.

## Trick fondamentali
Nel pen spinning ci sono quattro trick basilari che devono essere imparati per poter eseguire tutti gli altri. I seguenti tricks sono:
- ThumbAround o Rotazione intorno al Pollice: il Thumb Around (precedentemente conosciuto come "360° normal") viene svolto spingendo una penna col dito medio o altre dita (l'indice è anche utilizzato per farlo sembrare più morbido nelle combo) per far iniziare la rotazione della penna e far compiere un giro intorno al pollice, per poi acchiapparlo tra il pollice e l'indice. Di questo trick esistono molte varianti.
- FingerPass o Passaggio tra le dita: il "Pass" è la rotazione della penna tra le dita. Una combinazione di "Passes" viene chiamata "Finger Pass". Questo trick consiste in una semirotazione della penna tra un fingerslot ed uno adiacente. Quando il pass è eseguito sul lato del palmo della mano la penna gira verso il basso mentre sull'altro lato (il dorso) la penna si muove verso l'alto. Il "Finger Pass" è stato utilizzato nel film James Bond "Golden Eye" di Boris Grishenko ma, è una variante con l'utilizzo di sole tre dita anziché quattro.
- Sonic: l'idea del "Sonic" è di muovere la penna, in minor tempo possibile, dalla posizione di un dito alla posizione di un altro (es. Sonic 23-12). In questo trick la penna, normalmente, viene tenuta tra il medio e l'anulare (ma, si può svolgere anche utilizzando altre dita tranne il pollice) e viene fatta passare dietro un dito (in questo caso il medio) con un movimento conico e facendola terminare tra il medio e l'indice compiendo così una rivoluzione intera. Siccome questo trick può essere eseguito in un tempo veramente breve, il suo nome significa "movimento supersonico".
- Charge: il Charge non fa muovere la penna intorno alle dita o ad altre parti del corpo ma, la penna è manipolata con due dita in modo che sembri che ruoti molto velocemente tracciando la forma di un cono. Il suo andamento conico e la sua velocità creano pertanto un'illusione classica di un movimento di carica. Nella mano destra la rotazione sarà oraria, in quella sinistra antioraria. Questo trick viene eseguito spesso dai batteristi utilizzando le bacchette anziché le penne e la bacchetta sembra che giri tra le due dita.

## Trick avanzati
Oltre ai 4 trick fondamentali, numerosi tricks sono stati inventati ed inseriti con successo in una combo da molti spinners. Quasi tutti i trick avanzati sono combo in miniatura ovvero ibridi. Un ibrido è una fusione tra due trick fondamentali (per esempio il Twisted Sonic Normal consiste in un Charge 0.5 seguito da un Pass Reverse) ma quelli più complessi possono anche contenere un altro ibrido al loro interno (es. il Devil's Sonic Normal consiste Twisted Sonic Normal seguito da uno Shadow Normal). Col passare degli anni molti ibridi sono stati inventati ma i nomi individuali per questi tricks sono diventati sempre più rari in quanto si è preferito per ragioni di praticità di indicare stesso all'interno del nome dell'ibrido i trick o il breakdown di cui è composto. I seguenti tricks sono considerati avanzati in quanto richiedono i 4 fondamentali per essere eseguiti ma sono relativamente semplici rispetto ai power trick, un'altra categoria di trick estremamente difficili da eseguire.I Trick avanzati più conosciuti ed utilizzati sono:

### Infinity
La penna è tenuta in una posizione simile a quella usata per scrivere ovvero vicino ad un'estremità. Un wiper reverse è eseguito ovvero la penna gira intorno ad un perno ed è mantenuta tra due dita (di solito pollice ed indice) e passa dalla parte superiore del pollice e dell'indice a quella inferiore. A questo punto, viene eseguito un pass che porterà la penna fra l'indice ed il medio. La penna rotea dall'alto verso il basso di queste due dita ed infine viene riportata tramite un movimento simile ad un'oscillazione alla posizione di partenza. Questo trick può essere eseguito più volte senza fermare il movimento. Se la penna viene mantenuta durante tutto il trick solo tra l'indice e il pollice eseguendo però gli stessi movimenti (eccetto il pass ovviamente) si parla di "figura 8". Quando più pass vengono eseguiti il trick cambia nome a seconda del numero, due pass corrispondono ad un "double infinity", tre ad un "triple infinity" e via dicendo.

### Shadow
Per eseguire uno shadow il palmo della mano deve essere rivolto verso il basso. La penna è posizionata in un qualsiasi fingerslot (di solito 12) e compie metà rivoluzione come un normale charge mentre un'altra mezza rivoluzione viene fatta facendo passare la penna sopra alla due dita utilizzate. Alla fine di questa seconda mezza rotazione è possibile afferrare la penna in un fingerslot sollevando qualsiasi dito (l'indice per lo slot 12). Un'ultima mezza rotazione viene fatta da questo punto in modo che la penna compia in totale 1.5 rotazioni, movimento ideale per eseguire immediatamente un altro trick. Lo shadow è considerato un trick molto difficile per i principianti, ma tanti lo considerano come un trick intermedio/avanzato.
Inverse Shadow
Una variante dello shadow eseguita con il palmo della mano rivolto verso l'alto. Molto più difficile da eseguire rispetto ad uno Shadow normal

### ThumbSpin
Il ThumbSpin è una variazione del ThumbAround che si differenzia da quest'ultimo perché la penna compie più di una rivoluzione nella parte superiore del pollice. Le posizioni di partenza e finali sono le stesse del ThumbAround

### Korean BackAround
Il Korean BackAround conosciuto anche come "Bak" è un trick dove la penna gira intorno a qualsiasi dito eccetto il pollice. Lo si può paragonare ad un Fingerless FingerAround Reverse che a differenza di quest'ultimo viene eseguito con un movimento diagonale. Un Bak eseguito intorno all'indice è chiamato Index Bak. Una combo derivante da questo trick molto popolare nel pen spinning è chiamata BakFall (Korean BackAround Fall)

### Sonic Hybrids
I Sonic Hybrids o variazioni del sonic sono diversi modi di eseguire un sonic ed hanno come obiettivo spostare la penna da un fingerslot ad un altro. Le variazioni più conosciute sono:
Twisted Sonic
Consiste in un charge interrotto a metà perché seguito da un pass normal. Può essere eseguito anche al contrario (Reverse Twisted Sonic)
Sonic Rise
Il Sonic Rise è l'unione di due sonic eseguiti in rapida successione, il primo nello slot 34, il secondo nello slot 23 in modo che la penna termini nello slot 12 passando quindi per tutti i fingerslot.
Sonic Fall
 Il Sonic Fall è l'opposto del Sonic Rise. La posizione di partenza è lo slot 12 da cui vengono eseguiti due sonic reverse in rapida successione negli slot 12 e 23 in modo che la penna termini nello slot 34. Essendo il Sonic reverse un trick complesso da eseguire specialmente nello slot 23 ci vuole molta pratica per rendere fluido ed ininterrotto il Sonic Fall.

## Power Tricks
I Power Tricks sono una categoria di trick molto difficili da eseguire che richiedono una perfetta padronanza dei trick avanzati da cui spesso derivano. I power trick di solito non prevedono il tenere la penna fra due dita ma tendono a farla roteare attorno o al di sopra di esse. In alcuni power tricks la penna viene lanciata in aria (arial tricks) mentre in altri la posizione finale corrisponde a quella di partenza e permettono allo spinner di eseguire il trick continuamente (es. Twisted Sonic Multiple Bust). Spinnerpeem è considerato l'inventore di numerosi power trick che diedero a loro volta origine al power trick style.

### Spider Spin to FL TA
Questo trick viene iniziato con un thumbaround e mettendo la mano nella posizione del gesto delle corna e la penna viene fatta roteare sopra il dito medio e anulare mantenendo le corna. Per eseguire questo trick in modo continuo è necessario alternarlo con un fingerless thumbaround e dopo nuovamente uno spider spin. Questo trick è estremamente difficile da fare, i top spinners fanno fare dei piccoli "salti" alla penna per eseguire continuamente lo spiderspin. Ci sono diverse variazioni di spider spin, questo trick viene compiuto dai powertrickers (spinners specializzati nei powertrick). Il record mondiale è di 51 rivoluzioni attualmente detenuto da Menowa proveniente dalla JEB (JapEn Board).

### Hai Tua
Spinnerpeem ed altri spinners (incluso Eriror della UPSB) hanno inventato questo trick. Usato dai powertrickers, questo trick è molto difficile da eseguire continuamente ed inserire in una combo.

## Pen modding
Spesso i pen spinners si costruiscono una penna adatta alle proprie esigenze. Queste penne sono dette "Mods" e sono composte per la maggior parte delle volte da parti di altre penne. Le mods sono più lunghe e pesanti di quelle che usiamo per scrivere e spesso sono ben bilanciate. Ci sono centinaia di modelli, tra cui i più noti BICtory, Comssa, RSVP MX, Waterfall, Dr. KT, e Buster CYL. Le mods sono acquistabili da www.penwish.com, che vende tutti i tipi di penne, modificate e non.